# Történelmi materializmus

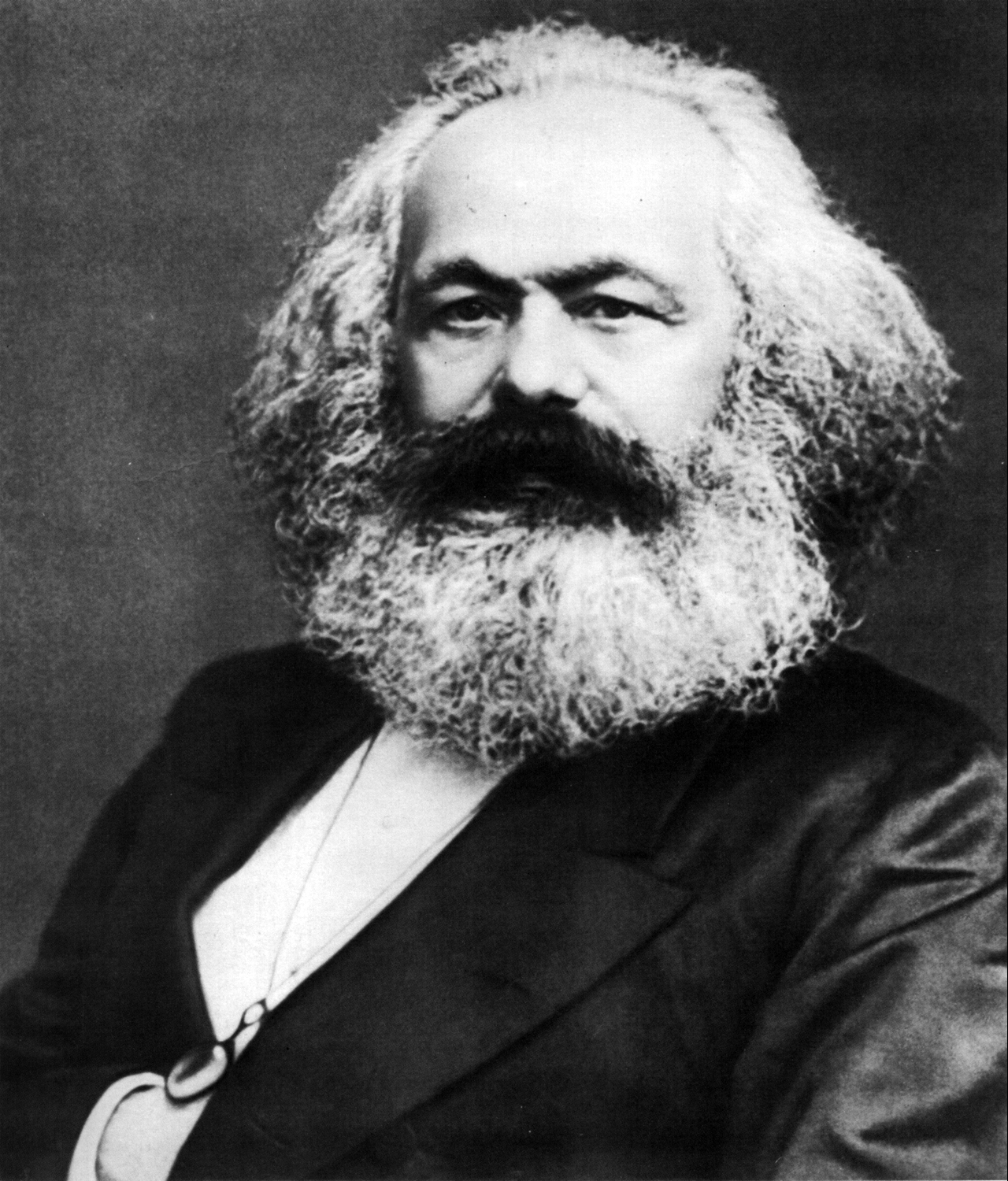
Karl Marx

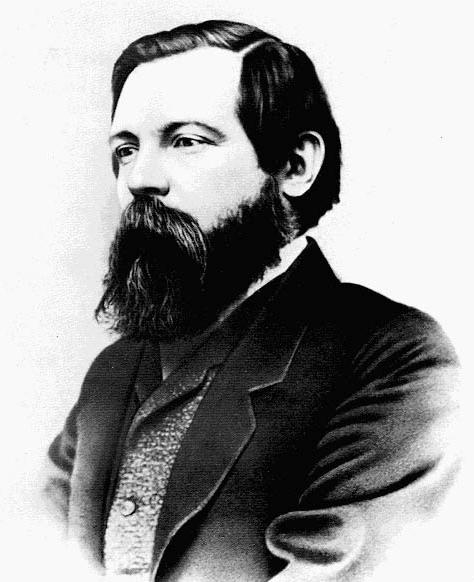
Friedrich Engels

A történelmi materializmus a marxizmus egyik fő alkotórésze, annak társadalom- és történetfilozófiája. A kifejezés a társadalom és történelmének magyarázatára szolgáló elméleteket foglalja össze, amelyeket Karl Marx és Friedrich Engels materialista történelemszemlélete alapján fejlesztettek ki. Engels a kiindulópontját így fogalmazta meg az Anti-Dühringben

„A történelem materialista szemlélelete abból a tételből indul ki, hogy a termelés és mindjárt a termelés után termékeinek cseréje, minden társadalmi rend alapzata; hogy minden történelmileg fellépő osztálytársadalomban a termékek elosztása és ezzel együtt az osztályokba vagy rendekbe való társadalmi tagozódás ahhoz igazodik, hogy mit és hogyan termelnek és hogyan cserélik ki, amit megtermeltek. Eszerint az összes társadalmi változások és politikai forradalmasodások végső okai nem az emberek fejében, az örök igazságba és igazságosságba való növekvő bepillantásukban keresendők, hanem a termelési és cseremód változásaiban; nem az illető korszak filozófiájában, hanem gazdaságában keresendők.”

– Engels

A történelmi materializmus a történelem menetét az emberi társadalom gazdasági folyamatok által törvényszerűen meghatározott fejlődésének tekinti. A társadalmi fejlődés anyagi hajtóerejét a társadalmi-gazdasági ellentmondások, az ellentétek egysége és harca adják. Az adott társadalmi rendszer belső antagonisztikus ellentmondásainak feloldása új társadalmi formáció kialakulásához vezet. A materialista történelemszemlélet a hegeli idealizmus dialektikus meghaladásának tekinti magát.
Az ember a környezetének megváltoztatására irányuló munka révén teremti meg önmagát társadalmi lényként. Életének újratermelése érdekében történelmileg meghatározott kapcsolatokba lép más emberekkel; ezek a társadalmi feltételek visszahatnak rá, és végső soron meghatározzák történelmi lényegét, különleges természetét.
A történelmi materializmus nemcsak a múlt történeti folyamatát igyekezett megmagyarázni, hanem egy humanista társadalmi rendszer körvonalait is kidolgozta, amely az osztályharc révén jöhet létre.
A történelmi materializmus, mint a marxizmus társadalomfilozófiája, leegyszerűsítve megkülönböztethető a dialektikus materializmustól, a marxizmus természetfilozófiájától. Ez az elhatárolás azonban semmiféleképpen nem lehet merev, mivel a marxista történetfelfogásra is alapvetően jellemző a dialektikus módszer, és a természetfilozófiájára is a történeti szemlélet. Ezért a marxizmus filozófiai nézetei, elméletei összességének neve dialektikus és történelmi materializmus.

## Társadalmi formációk
„Nagy vonásokban az ázsiai, antik, feudális és modern polgári termelési módok jelölhetők meg a gazdasági társadalomalakulat progresszív korszakaiként. A polgári termelési viszonyok a társadalmi termelési folyamatnak az utolsó antagonisztikus formája, antagonisztikus nem az egyéni antagonizmus, hanem az egyének társadalmi életfeltételeiből fakadó antagonizmus értelmében; de a polgári társadalom méhében fejlődő termelőerők megalkotják egyúttal az anyagi feltételeket ennek az antogonizmusnak a megoldásához. Ezzel a társadalomalakulattal ennélfogva lezárul az emberi társadalom előtörténete.”

– Marx: A politikai gazdaságtan bírálatához. Előszó.

A kapitalista termelési mód tendenciaszerűen felszámolja a saját alapjait, és létrehozza először a kommunizmus, azaz az osztálynélküli társadalom első szakaszát, a szocializmust, majd a kommunizmus fejlett szakaszát, a kiteljesedett osztály nélküli társadalmat, amelyben az állam és minden elnyomó hatalom elhalt, és amelyben a mindenki képességei szerint vesz részt a termelésben, és mindenki szükségletei szerint részesül a megtermelt javakból. (Marx: A gothai program kritikája)
A kommunizmusban, akárcsak az ősközösségi társadalomban, nem létezik az ember elidegenedése saját munkája termékétől, míg az osztálytársadalmakban ez határozza meg döntően a feltételeket.

### Ősközösségi társadalom
Az ősközösségi, törzsi társadalom az emberi együttélés legeredetibb formája, gazdálkodásuk fő formája jellemzően a vadászat és gyűjtögetés. Minimális munkamegosztás, archaikus technológia és alacsony termelékenység jellemzi. A termelőeszközök és a termékek közösségi tulajdonban) vannak. Marx az ilyen „osztály nélküli” társadalmat a kommunizmus ősformájaként írja le.
Ahogy a termelőerők tovább fejlődnek, az emberek többet tudnak termelni, mint amennyire szükségük van a közvetlen túléléshez. A többlettermék kialakulása a magántulajdon majd a kizsákmányolás kialakulásához vezet, létrejön egy olyan uralkodó osztály, amely nem is vett részt közvetlenül a termelési folyamatban, így kialakul az osztálytársadalom.

### Ázsiai termelési mód
Az ázsiai termelési mód Marx szerint a mezőgazdaságon alapuló társadalomforma, amelyben egy központi hatalom (despotizmus) birtokolja a földeket, mint alapvető termelési eszközt. A hatalmi központ osztja szét a földeket megművelésre a családok számára. A többletterméket ugyancsak a központi hatalom vonja el és osztja szét belátása szerint a társadalom ekkor már megjelenő osztályai, rétegei között.

### Rabszolgatartó termelési mód
A rabszolgatartó társadalom, a rabszolgatartó termelési mód fogalmát Marx alkalmazta az antik (alapvetően az ókori római és a görög) társadalmakra, mivel az értéktöbblet termelésének alapja a rabszolgamunka volt.

### Feudalizmus
A feudalizmus fő osztályai a földbirtokosok és a parasztság. Klasszikus formájában kizárólag Nyugat-Európában, a középkori Frank Birodalomban és Franciaországban létezett, de a rendszer elemei megjelentek szerte Európában, sőt más tájakon, mint Japánban is.

### Kapitalizmus
A fejlett polgári társadalmat, a kapitalizmust egyrészt a magas szintű technikai fejlettség, másrészt a markáns munkamegosztás jellemzi. A társadalmi osztályok élesen elhatárolódnak, és a kereskedelem és az iparosodás fejlődésével egy új osztály alakul ki a városi kézművességből, a burzsoázia.
Az új piacok, új gyártmányokok megjelenése, a tőke eredeti felhalmozása és mindenekelőtt az iparosodás a termelékenység gyors növekedéséhez vezet. Marx szerint a burzsoázia felemelkedése a munkásosztály rovására megy végbe, amelynek magának nincs termelési eszköze. Elvándorlás vidékről, szegénység, betegségek és az elidegenedés érzése jellemzi a proletariátus tagjait.
A kapitalizmus eredetileg kereskedelmi jellegű: a burzsoázia gazdagodik, új termékeket fejleszt ki, új piacokat nyit meg és megsokszorozza erőforrásait. Ezt a fajta kapitalizmust egyre inkább felváltja az ipari kapitalizmus, aminek megnövekedett termelékenység és urbanizáció a következménye.

## Alap és felépítmény
„Életük társadalmi termelésében az emberek meghatározott, szükségszerű, akaratuktól független viszonyokba lépnek, termelési viszonyokba, amelyek anyagi termelőerőik meghatározott fejlődési fokának felelnek meg. E termelési viszonyok összessége alkotja a társadalom gazdasági szerkezetét, azt a reális bázist, amelyen egy jogi és politikai felépítmény emelkedik, és amelynek meghatázott társadalmi tudatformák felelnek meg. Az anyagi élet termelési módja szabja meg a társadalmi, politikai és szellemi életfolyamatot egyáltalában. Nem az emberek tudata az, amely létüket, hanem megfordítva, társadalmi létük az, amely tudatukat meghatározza.”

– Marx: A politikai gazdaságtan bírálatához. Előszó.

A társadalom mindenkori gazdasági szerkezete képezi azt a valódi alapot, amelyből végső soron megmagyarázható minden történelmi korszak jogi és politikai intézményeinek teljes felépítménye, valamint vallási, filozófiai és egyéb gondolkodásmódja.
Különösen egy társadalmi fordulat korszaka nem ítélhető meg a saját tudata vagy ideológiája alapján. A társadalomelméletnek inkább az anyagi élet ellentmondásaiból, a társadalmi termelőerők és a termelési feltételek közötti konfliktusból kell megmagyaráznia ezt a tudatot.
A lét határozza meg a tudatot. Ennek megfelelően az alap és a felépítmény modellje meghatározó a társadalom történetileg lehetséges fejlődési tendenciáinak leírásában. Ez nem feltétlenül zárja ki, az eszmék visszahatását a társadalmi alapra, ahogyan azt Max Weber igyekezett bizonyítani A protestáns etika és a kapitalizmus szelleme című művében.
Az alap és a felépítmény elmélete nem jelenti azt, hogy a gazdasági alap teljes mértékben determinálja az eszméket, a kultúrát, ahogy azt a vulgáris, végletekig leegyszerűsített materializmus sugallja. Marx szerint azonban egészében véve az „eszmék” és az „anyagi érdekek” közötti dialektikus kölcsönhatásban általában az eszmék azok, amelyek végső soron háttérbe szorulnak az érdekekhez képest.

## A társadalom mozgástörvényei, osztályharc és forradalom
A történelmi materializmus a társadalmi-gazdasági formációk fejlődését természetes történelmi folyamatként értelmezi, amit a természettudomány módszereivel analóg módon lehet elemezni.

„Egy nemzet tanulhat és tanuljon a  másiktól. Egy társadalom, még ha nyomára jött is mozgása természeti törvényének – és e mű végső célja a modern társadalom mozgástörvényeinek feltárása –, természetes fejlődési fázisokat sem át nem ugorhat, sem rendeletileg el nem tüntethet. De megrövidítheti és enyhítheti a szülési fájdalmakat.”

– Marx

Az ősközösség kivételével minden korábbi történelem az osztályharcok története volt. A társadalom egymással harcoló osztályai az adott kor termelési viszonyai révén jönnek létre. Az osztályharc többé-kevésbé tudatosan meghatározza a társadalmi osztályok közötti kapcsolatokat és előreviszi a társadalmi haladást.

„Fejlődésük bizonyos fokán a társadalom anyagi termelőerői ellentmondásba jutnak a meglévő termelési viszonyokkal, vagy ami ennek csak jogi kifejezése, azokkal a tulajdonviszonokkal, amelyek közt addig mozogtak. Ekkor társadalmi forradalom korszaka következik be. A gazdasági alapzat megváltozásával lassabban vagy gyorsabban forradalmasodik az egész óriási felépítmény.”

– Marx: A politikai gazdaságtan bírálatához. Előszó.

A termelési viszonyok egy-egy társadalmi formáció korszakának elején elősegítik a termelőerők továbbfejlődését, de aztán egyre inkább a gazdasági és társadalmi fejlődés béklyóivá válnak. Az alsóbb osztályok elszegényedése a társadalmi ellentétek felerősödéséhez és társadalmi konfliktusokhoz vezet. Másrészt az újonnan létrejövő termelőerők által biztosított termelési lehetőségeket nem aknázzák ki maradéktalanul, mert a meglévő tulajdonviszonyok ezt akadályozzák. A termelő osztályok ezután megpróbálják érdekeik szerint megváltoztatni a termelési viszonyokat. Mivel az eddig uralkodó osztály az ellenállás eszközeit alkalmazza, és ezzel fokozza az elnyomást, az osztályharc ekkor egy rövid, erőszakos „forradalmi” szakaszba léphet. A politikai forradalomban az addig elnyomott osztály magához ragadja a hatalmat, és jogilag átrendeződik a termelési eszközök birtoklása és rendelkezése. Ezzel új termelési viszonyok alakulnak ki új uralkodó osztályokkal, és új szinten, más társadalmi formációban kezdődik meg az osztályharc új szakasza.

„Egy társadalomalakulat soha nem tűnik el addig, amíg nem fejlődnek ki mindazok a termelőerők, amelyek számára elég tágas, és új, magasabbrendű termelési viszonyok soha nem lépnek helyébe, amíg anyagi létezési feltételeik magának a régi társadalomnak a méhében ki nem alakultak. Ezért az emberiség mindig csak olyan feladatokat tűz maga elé, amelyeket meg is tud oldani, mert ha pontosabban megvizsgáljuk, mindig azt látjuk, hogy a feladat maga is csak ott merül fel, ahol megoldásának anyagi feltételei már megvannak vagy legalábbis létrejövőben vannak.”

– Marx: A politikai gazdaságtan bírálatához. Előszó.

## Egyén és társadalom
Marx hangsúlyozza, hogy a társadalmak történetét az emberek írják. Azonban Hegelhez hasonlóan az embert nem egyénként, a természetjog önálló alanyaként vizsgálja, hanem társadalmi lényként. Számára az ember az út körülvevő társadalmi feltételek együttese ami az ember természeteként hat.

## Az elmélet és a gyakorlat egysége
Az elmélet és a gyakorlat egysége nem jelenti az azonosságukat. A forradalmi elmélet és a politikai gyakorlat között dialektikus feszültség van. Az elmélet alapján kidolgozott politikai gyakorlat megvalósulása során folyamatosan visszahat az elméletre. Kant: Semmi sem praktikusabb egy jó elméletnél.
A „tudományos szocializmus” állításai az elmélet és a gyakorlat kombinációján alapulnak. Számára a „társadalmi gyakorlat alanya” a proletariátus vagy a munkásmozgalom.

## Kritika
Karl Popper szerint Marx egy kvázi-vallásos történelemfilozófiát alapított, amely jóslatokra és próféciákra támaszkodik, és ezért nagyrészt tudománytalan, vagy olyan áltudományt képvisel, amely historizmusként nagy léptékben tartalmaz történelmi előrejelzéseket.
A történelmi materializmus a német idealizmus, a francia felvilágosodás és az angol/francia közgazdaságtan hibridje. A mai napig nem oldotta meg eredetelméleteinek minden problémáját, de a sajátjait sem. Popper ugyanakkor azt is hangúlyozta, hogy a történelmi materializmus elméleti vagy gyakorlati előnyei és hátrányai azonban csak az alternatívákkal összehasonlítva határozhatók meg. Versengő elméletekre, kritikus, racionális vitákra van szükség. Az ilyen viták néha elvezethetnek az egyik vagy másik elmélet világos vereségéhez, vagy gyakrabban, kiderülhet mindegyikük gyengéje és ez új, sikeresebb elméletek születéséhez vezethet.
Már a 20. század második felében számos alternatívája jelent meg a történelmi materializmusnak, amelyek alkalmasak lehetnek az elméletek közötti vitára, mint Max Weder, Talcott Parsons, Niklas Luhmann elméletei, valamint az úgynevezett kritikai elmélet (néhány képviselője: Max Horkheimer, Theodor Adorno, Herbert Marcuse, Erich Fromm).
A 20. században a Szovjetunióban és a szocialista államokban a marxi filozófia ezen ágának beható, alkotó tanulmányozása helyett gyakran előtérbe került annak végletes leegyszerűsítése és dogmatikus „alkalmazása”. Ezeket az megnyilvánulásokat nevezték annak idején „törtmatos” irányzatnak.

### Próféciák és jóslatok
Iring Fetscher 1972-ben a történelmi materializmus több, be nem vált előrejelzését sorolta fel, köztük a proletariátus és a burzsoázia közti középosztályok eltűnését, az elszegényedés tézisét és a túltermelési válságok irányíthatatlanságát, aminek következtében Marx várhatónak nevezte a világforradalmat. Ugyancsak nem vált be a profitráta csökkenésének tendenciája, illetve a kapitalizmus összeomlása, amelyet Marx a A tőke első kötetének végén már küszöbön állónak jósolt. Arnd Hoffmann történész szerint a történelmi materializmus előrejelzéseinek kudarca hozzájárult a ma széles körben elterjedt szkepticizmushoz az előrejelzésekkel szemben.

## Fordítás
- Ez a szócikk részben vagy egészben  a   Historischer Materialismus című német Wikipédia-szócikk ezen változatának fordításán alapul.  Az eredeti cikk szerkesztőit annak laptörténete sorolja fel. Ez a jelzés csupán a megfogalmazás eredetét és a szerzői jogokat jelzi, nem szolgál a cikkben szereplő információk forrásmegjelöléseként.